# Libellula pumila
Libellula pumila är en trollsländeart som beskrevs av Hans Ström 1783. Libellula pumila ingår i släktet Libellula och familjen segeltrollsländor. Inga underarter finns listade i Catalogue of Life.